# 善竹彌五郎
善竹 彌五郎（ぜんちく やごろう）は、能楽師狂言方大蔵流の名跡。当代は二世。

## 初世
初世 善竹彌五郎（1883年10月4日 - 1965年12月17日）は、本名は「茂山 久治」。京都府生まれ。
実父は士族だったが、2歳のとき、母が狂言方二世茂山忠三郎良豊と再婚し、入籍。養父の薫陶を受け、狂言の舞台に立つ。のち、義父と実母の間に生まれた弟が、三世茂山忠三郎良一。
1941年、次男・吉次郎が大藏彌右衛門（宗家）へ養嗣子として入り二十四世大蔵彌太郎（のち彌右衛門）となったため、以後は宗家後見役を務める。その際に、能楽シテ方金春流七十七世宗家・金春光太郎より「彌五郎」の芸名を贈られた。
庶民的･写実的芸風として高く評価された。1963年、金春流七十八世宗家・金春信高より「善竹」の姓を贈られ、子・孫を含め、一家を挙げて改姓した。
1964年、狂言方として初めて重要無形文化財技術保持者（通称・人間国宝、各個認定）に認定。1965年、神戸で没した。享年82。

## 二世
二世 善竹彌五郎（1940年 - ）は、本名は「茂山 隆夫」。大阪府生まれ。初世善竹忠一郎の長男。大蔵流狂言善竹家当主。
祖父初世善竹彌五郎および父に師事。6才の時、狂言『靱猿』で初舞台。1980年、重要無形文化財（総合認定）に認定。
大蔵流狂言善竹会主宰。日本能楽会会員、能楽協会大阪支部副支部長、兵庫県芸術文化協会評議員。兵庫県立宝塚北高等学校演劇科講師。
2018年11月4日、祖父の名「彌五郎」を襲名、二世となる。